# البنية العميقة والبنية السطحية
البنية العميقة والهيكل السطحي (أيضًا البنية D والهيكل S ، على الرغم من أن هذه الأشكال المختصرة تستخدم في بعض الأحيان بمعان مميزة) يتم استخدام المفاهيم في اللغويات، على وجه التحديد في دراسة بناء الجملة في التقليد تشومسكي من قواعد التوليف التحويلية.
البنية العميقة للتعبير اللغوي هي بنية نظرية تهدف إلى توحيد العديد من الهياكل ذات الصلة. على سبيل المثال، تعني عبارة «بات يحب كريس» و «كريس محبوب من بات» نفس الشيء تقريبًا ويستخدمان كلمات متشابهة. حاول بعض اللغويين، على وجه الخصوص تشومسكي، حساب هذا التشابه بافتراض أن هاتين الجملتين هما أشكال سطحية مميزة مشتقة من بنية عميقة مشتركة (أو متشابهة جدًا ).

## الأصل
قام تشومسكي بصياغة ونشر مصطلح «البنية العميقة» و «البنية السطحية» في اوائل الستينيات.  كتب اللغوي الأمريكي سيدني لامب عام 1975 أن تشومسكي «ربما [استعار] المصطلح من هوكيت». استخدم اللغوي الأمريكي تشارلز هوكيت لأول مرة الزوج ثنائي اللغة «قواعد عميقة» مقابل «قواعد سطحية» في كتابه لعام 1958 بعنوان دورة في اللغويات الحديثة . أشار تشومسكي لأول مرة إلى هذه المفاهيم الهوكيتية في ورقته عام 1962 الأساس المنطقي للنظرية اللغوية (نُشر لاحقًا باسم القضايا الحالية في النظرية اللغوية في عام 1964). وفيه أشار تشومسكي إلى أن «الفرق بين كفاية الملاحظة والوصف مرتبط بالتمييز الذي رسمه هوكيت (1958) بين» القواعد السطحية «و» القواعد العميقة «، وهو محق بلا أدنى شك في ملاحظة أن اللغويات الحديثة محصورة إلى حد كبير في نطاقها. إلى السابق».

## في اللغويات تشومسكي
في بناء الجملة التحويلية المبكرة، الهياكل العميقة هي أشجار اشتقاق لغة خالية من السياق. ثم يتم تحويل هذه الأشجار من خلال سلسلة من عمليات إعادة كتابة الأشجار («التحولات») إلى هياكل سطحية. ثم يتوقع أن يكون الناتج النهائي لشجرة بنية السطح، الشكل السطحي، جملة نحوية من اللغة قيد الدراسة. تغير دور وأهمية البنية العميقة كثيرًا حيث طور تشومسكي نظرياته، ومنذ منتصف التسعينات لم يعد الهيكل العميق يتميز بأي ميزات على الإطلاق  (انظر البرنامج البسيط).
من المغري اعتبار الهياكل العميقة كمعاني وهياكل سطحية على أنها تمثل جمل تعبر عن تلك المعاني، لكن هذا ليس مفهوم البنية العميقة التي يفضلها تشومسكي. بدلاً من ذلك، تتوافق الجملة بشكل أوثق مع بنية عميقة مقترنة بالهيكل السطحي المشتق منها، مع شكل صوتي إضافي تم الحصول عليه من معالجة الهيكل السطحي. وقد اقترح بشكل مختلف أن تفسير الجملة يتم تحديده من خلال هيكله العميق وحده، من خلال مزيج من هياكله العميقة والسطحية، أو من خلال مستوى آخر من التمثيل تمامًا (الشكل المنطقي)، كما جادل في عام 1977 روبرت تشومسكي طالب روبرت مايو. ربما يكون تشومسكي قد سلى مبدئيًا بأول هذه الأفكار في أوائل الستينيات، لكنه سرعان ما ابتعد عنها إلى الثاني، وأخيرًا إلى الثالث. طوال الستينيات والسبعينيات من القرن الماضي، وضعت حركة الدلالات التوليدية دفاعًا قويًا عن الخيار الأول، مما أثار جدلاً حادًا، وهو «حروب اللغويات».
لاحظ تشومسكي في سنواته الأولى أنه من خلال تقسيم الهياكل العميقة من الهياكل السطحية، يمكن للمرء أن يفهم لحظات «انزلاق اللسان» (حيث يقول أحدهم شيئًا لم يقصده) كحالات لا تترجم فيها الهياكل العميقة إلى البنية السطحية المقصودة.

## امتداد لمجالات أخرى
سرعان ما دفع الجاذبية «السطحية» لمفهوم الهيكل العميق الناس من مجالات غير ذات صلة (الهندسة المعمارية والموسيقى والسياسة وحتى دراسات الطقوس) إلى استخدام المصطلح للتعبير عن مفاهيم مختلفة في عملهم الخاص. في الاستخدام الشائع، غالبًا ما يستخدم المصطلح كمرادف لقواعد اللغة العالمية - القيود التي يدعي تشومسكي أنها تحكم الأشكال الإجمالية للتعبير اللغوي المتاح للأنواع البشرية. ربما يرجع ذلك إلى أهمية البنية العميقة في عمل تشومسكي السابق حول القواعد العالمية، على الرغم من أن مفهومه للقواعد العالمية مستقل منطقياً عن أي بنية نظرية معينة، بما في ذلك البنية العميقة.
وفقًا ل Middleton(1990)، فإن تحليل Schenkerian للموسيقى متوافق مع فكرة Chomskyan عن البنية العميقة، حيث يتم تطبيقه على بنية مولدة ذات مستويين للحن والانسجام والإيقاع، والتي يعد تحليل Lee (1985) للهيكل الإيقاعي بمثابة نموذج.